# Baïlèro

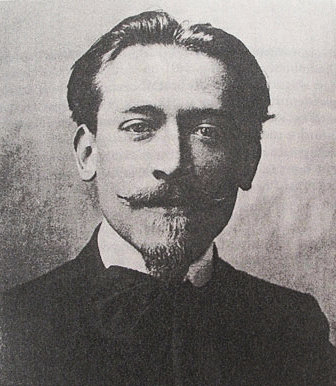
Joseph Canteloube (1905)

Baïlèro ist ein 1923 veröffentlichtes orchestrales Lied für Sopran von Joseph Canteloube, das auf einem französischen Hirten-Gesang aus der Auvergne basiert. Der Name entstammt dem Wort Bayle für den damals unter Hirten genutzten Wechselgesang.

## Hintergrund

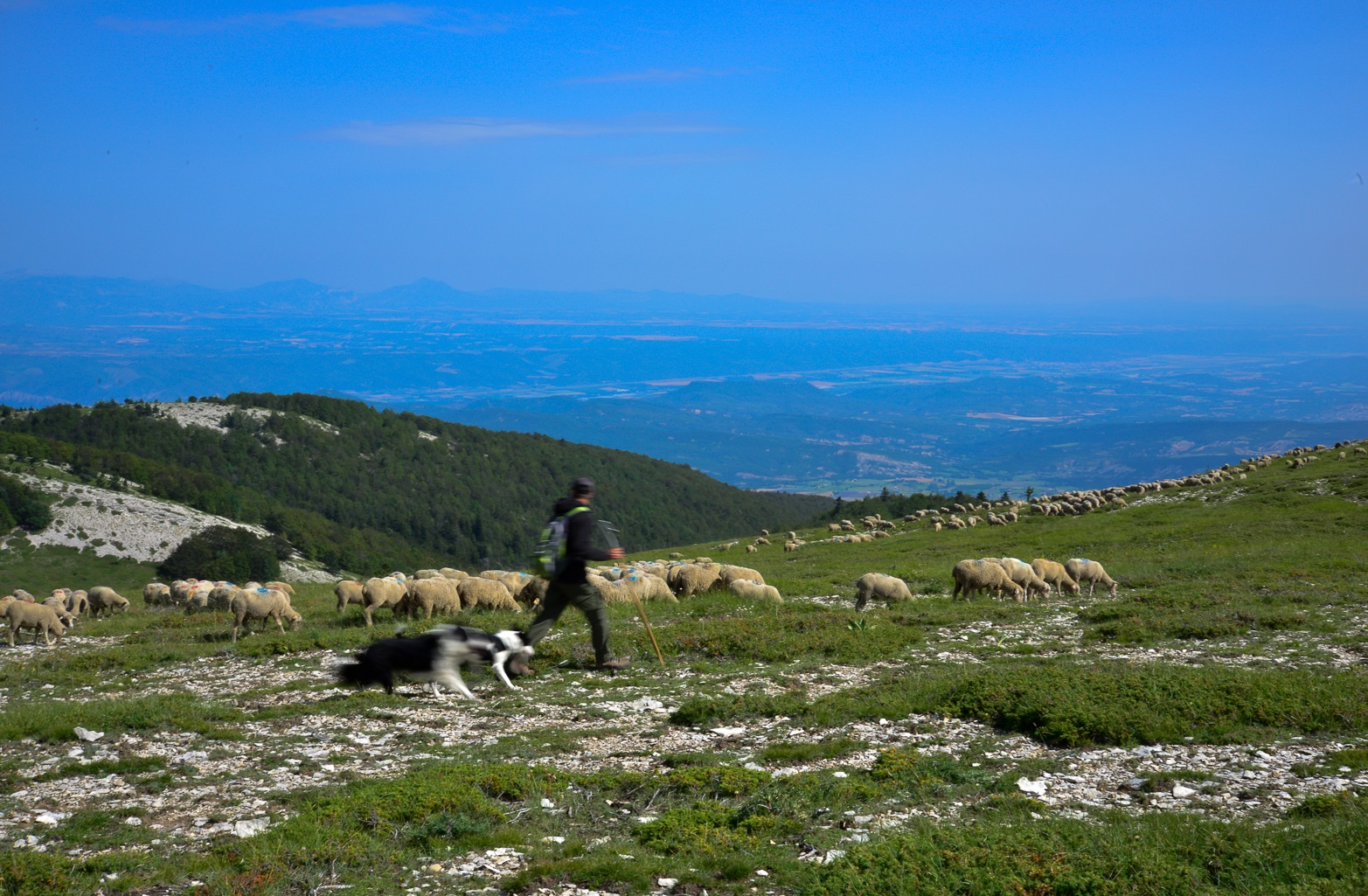
Schafherde im Osten Frankreichs

Das Lied wurde im Jahr 1900 von dem französischen Komponisten und Sammler von Volksliedern Joseph Canteloube (1879–1957) aufgeschrieben, als er den Gesängen von zwei Schafhirten zuhörte, die sich von weit entfernten Bergweiden zusangen. Canteloube saß hinter einem Felsen, nicht sichtbar für eine Hirtin, die den Anfangs-Ruf des Liedes sang. Er sah und hörte dann einen Hirten auf einem weit entfernten Berghang, mehrere Stunden Fußweg entfernt, der ihr antwortete. Es war ein so ergreifender Moment, dass Canteloube das Lied sofort aufschrieb.
Das Lied wurde 1923 von Cantaloube als orchestrales Arrangement veröffentlicht, im ersten Teil seiner Chants d'Auvergne (Lieder der Auvergne). Es ist das bekannteste Lied dieser Sammlung. Schon als die Sängerin Madeleine Grey (1896–1979) mit Canteloube 1926 durch Frankreich reiste, um die Chants d'Auvergne bekannt zu machen, war Baïlèro der Liebling des Publikums.

„Die Stimme erhebt sich, als wäre sie von der Brise getragen. Der Dialog ist oft komisch und enthält spielerische Witze. Andere Male ist er ein langes Gespräch, eine halb improvisierte, unveränderliche Melodie, um Hauptnoten herum. Und schließlich ist es manchmal ein amouröser Dialog.“

Die Vertonung enthält eine Einleitung, ein Nachspiel und ein zwei Takte langes Zwischenspiel zwischen den Strophen. Die Musikwissenschaftlerin Deborah Marie Steubing schrieb 2001:

„Alle Elemente des ursprünglichen Volksliedes sind in der Originaltonart B-Ionisch beibehalten, wobei Canteloubes Harmonisierung dem Lied modale Gegenmelodien und Pentatonik hinzufügen, die dem Lied einen zeitlosen Charakter verleihen.“

Canteloube schrieb seine Lieder sowohl im altertümlichen Dialekt der Region, der Okzitanischen Sprache, als auch in einer modernen französischen Übersetzung nieder.
Das Lied kann eine sehr emotionale Wirkung entfalten, wie die Sängerin Sarah Nelson Craft berichtet:

„Ich werde nie das Gefühl vergessen, als wir ... zum ersten Mal die üppigen ersten Orchestertakte von Baïlèro hörten. Und dann setzte von Stades Stimme ein und begann auf die atemberaubendste Weise über die Instrumente zu schweben, und wir waren fassungslos. Wir drei Mezzos brachen in Tränen aus, so überwältigt waren wir von diesem Moment. Die Erinnerung daran lässt mich bis heute nicht los.“

## Text

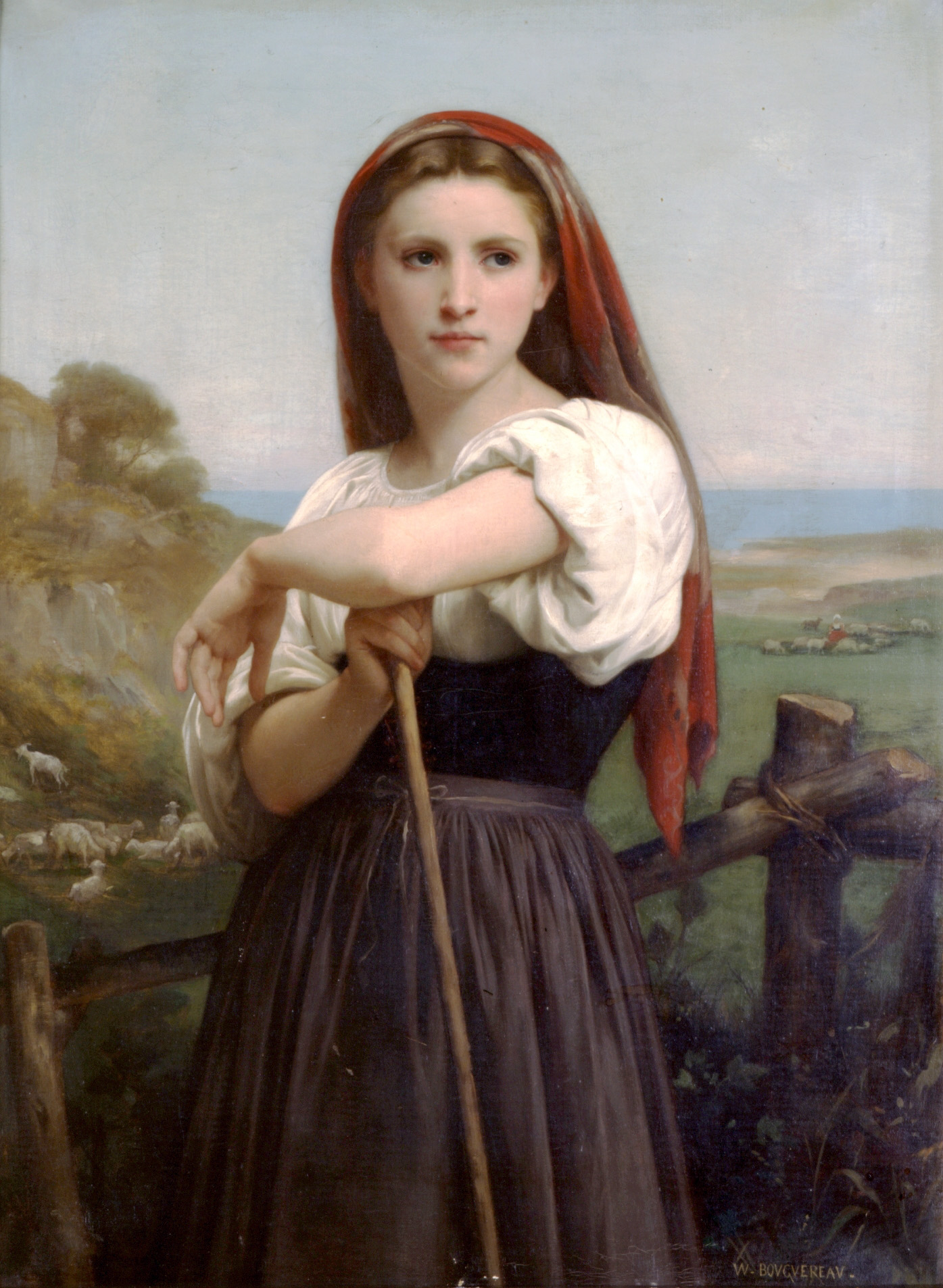
Schäferin, William-Adolphe Bouguereau (1868)

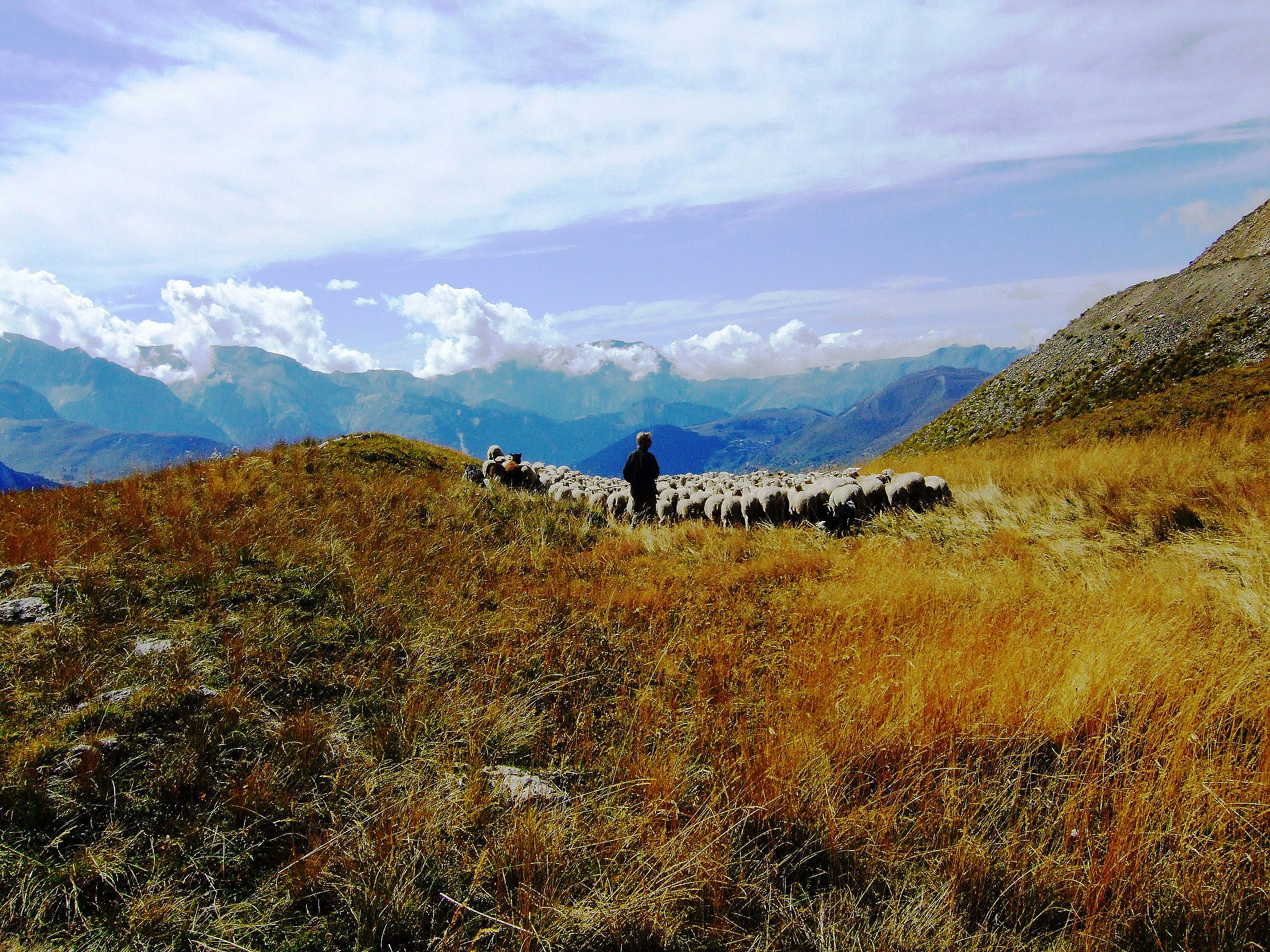
Schafherde in den Bergen

Das ursprüngliche Lied war ein Wechselgesang einer Hirtin mit einem Hirten über einen Fluss hinweg als Informationsaustausch über eine große Entfernung:

„1. Hirtin:

Hirte gegenüber dem Fluss,

du hast keine gute Zeit,

sing baïlèro lèro.

Lèro lèro lèro lèro baïlèro lèro.

2. Hirte aus der Ferne:

Die hab ich nicht, und sing du...
1. Hirtin:

Hirte, die Wiese steht in voller Blüte,

bring deine Herde doch herüber...
2. Hirte aus der Ferne:

Das Gras ist besser hier...
1. Hirtin:

Hirte, der Fluss ist zwischen uns,

ich kann ihn nicht überqueren...
2. Hirte aus der Ferne:

Warte, ich komme dich holen...“

Es gibt auch abweichende Übersetzungen.

## Aufnahmen
Es gibt unzählige Aufnahmen des Liedes, so von María Bayo, Anna Caterina Antonacci, Sarah Brightman, Frederica von Stade, Magdalena Kožená, Kiri Te Kanawa, Dawn Upshaw, Renée Fleming, Véronique Gens, Lei Xu,  Natania Davrath und vielen anderen.